# Ágoston Miklós
Ágoston Miklós (Budapest, 1933. augusztus 18. – Budapest, 1988. június 30.) magyar építészmérnök. 

## Tanulmányok
A középiskolát a Fasori Evangélikus Gimnáziumban végezte, majd a Szentendrei Ferences Gimnáziumban fejezte be 1951-ben. Még az évben felvételt nyert a Budapesti Műszaki Egyetem Építészmérnöki Karára, ahol 1956-ban kapta meg diplomáját. Fedettuszoda-tervét dicsérettel fogadták el. Az egyetemi évek alatt demonstrátorként dolgozott a Tartószerkezet Tanszéken.

## Pályafutás
Féléves kivitelezői gyakorlat (Kazincbarcika) után a Buvátinál (Budapesti Városépítési Tervező Vállalat) helyezkedett el 1957 tavaszán, ahol 31 éven keresztül dolgozott és szolgált, végigjárva e szolgálat szinte minden állomását. (Előbb szakosztályvezető, majd osztályvezető; 1976-tól kilenc éven keresztül vezette a vállalat 3. sz. irodáját, majd három éven át főmunkatársként dolgozott.) Terveiben mindig egyedi hangot ütött meg. Kezdetnek a Kassai tér 10. sz. alatti 120 lakásos, 4 lépcsőházas, 9 emeletes lakóház tekinthető, amelynek 3 lépcsőházas változata a Rákospatak park 81 lakásos 3 épülete. Ugyancsak a Kacsóh Pongrác úti lakótelepen találhatóak az öntöttfalas, csúszózsaluzatos technológiával készült 60 lakásos OTP-lakóházak. A lakótelep kommunális épületeként 100/60 fős óvoda-bölcsődét tervezett. Az egyesített gyermeknevelési intézmény fenti első kísérletét ilyen rendszerű, de kispaneles szerkezetű sorozat követte a 60-70-es évek lakótelepein. Ezen élénk színekkel, oldott tömegekkel megvalósult gyermekintézmények (kiegészülve a felesége, Kökény Ágnes által tervezett iskolákkal) új, értékes színfoltjai és egyben tájékozódási pontjai lettek a főváros lakótelepeinek. (Zuglói, Füredi úti, Újpalotai, Tétényi úti, Leányka úti, Gazdagréti lakótelepek kék, barna („CSOKI – OVI”), piros, narancssárga óvoda-bölcsődéi.)
Az Erzsébet királyné úti szakosított rendelőintézet funkcionálisan újat hozott, beépítésileg a zárt sorú főútvonal és a mögöttes kertváros találkozásának is jó megoldását adta. A Soroksár központjában megépült rendelőintézet kiemelt helyen képez centrális tömegével jó városrendezési megoldást. A középre helyezett – építészetileg négy-, forgalmilag kétkarú – lépcsőt galériaszerűen körfolyosó övezi 3 szinten, ahonnan nyílnak a rendelők. A homlokzat meghatározó építészeti eleme a szintmagas bordarendszer, amely érdekes megjelenést ad a szintenként konzolosan kilépő tömegnek.

Mint a kor építészeinek pályaívét, Ágoston Miklósét is sikeres pályázatok és meg nem valósult tervek szegélyezik. Ezek közül kiemelkedő volt az Óbudai temető Ravatalozójára készített terve, amely a félig földbe süllyesztett tömegével, az organikus építészetet idéző formaelemeivel financiális okokból nem valósult meg.

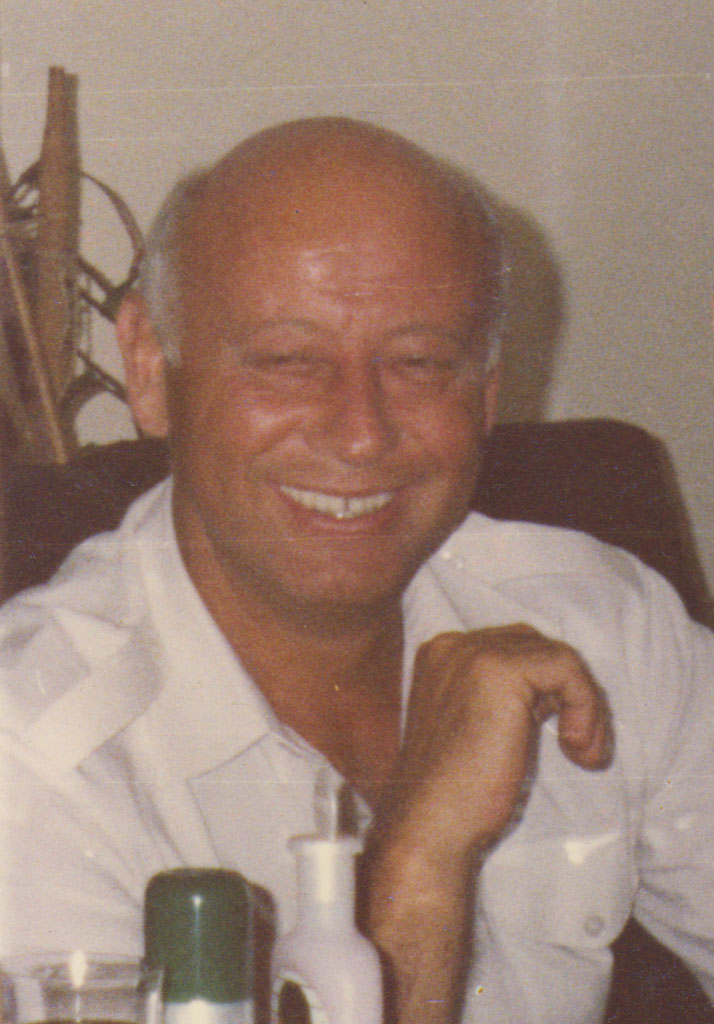
Ágoston Miklós

Korai halála miatt nem valósultak meg olyan tervek sem, mint pl. a hazatelepülő magyarok otthonháza, a Gül Baba Türbe környékének rendezésére készített elképzelése.
Ágoston Miklós magával szemben igényes, mindig egyéni formálásra törekvő, kísérletező építész volt. Mesterségbeli tudására és szerkezeti kísérletező kedvére utal a „Többcélú-acélváz” elnevezésű szabadalma, amely egy egyszerűen építhető, kis összekapcsolható elemekből összeállítható teherhordó „esernyő-szerkezet”, amely ötletes és praktikus megoldást tud nyújtani új tetőszerkezetek létrehozására és már meglévő szerkezetek helyettesítésére. Alkalomszerűen leszerelhető és újrafelhasználható. A Józsefvárosban egy ABC áruház, az Árpád-híd pesti hídfőjénél található autóbusz-pályaudvar perontetői, valamint a Vadász utcai nyomdaépület belső udvarában tetőcsere készült ezzel a könnyen megvalósítható szerkezettel.
Magántervezői tevékenységéből a következőket lehet kiemelni:
- Nyaraló Tihany-Sajkodon (kandallókéményre támaszkodó, sátor jellegű nádtető alá bújtatott épület)
- Sasadi lejtőn elhelyezkedő földszint + tetőtere, bejárati udvart körbevevő, hangsúlyos hódfarkú cserép lefedésű lakóépület
- Kiscelli Múzeum feletti emelkedőn megvalósult lakóház-bővítés.
- Fentiek mellett több tervezése valósult meg, Balatonalmádiban, Leányfalun, Kőbányán.

Utolsó éveit fiatal kollégák körében töltötte, akik számára mind szakmai mind emberi szempontból meghatározó élmény volt a közös munka. A maga természetes módján alkotott hidat a generációk között.
„Miklós szellemét állandóan csiszolta, a sportot élete szerves részének tekintette, így természetes volt mindannyiunk számára, hogy megjelenésével mindig és mindenkor a napfény volt a társaságban. Sziporkázó szellem és az alkotó munkában kimeríthetetlen szakmai és emberi elhivatottság jellemezte.” – mondta róla barátja Jeney Lajos a búcsúbeszédében.

## Képek

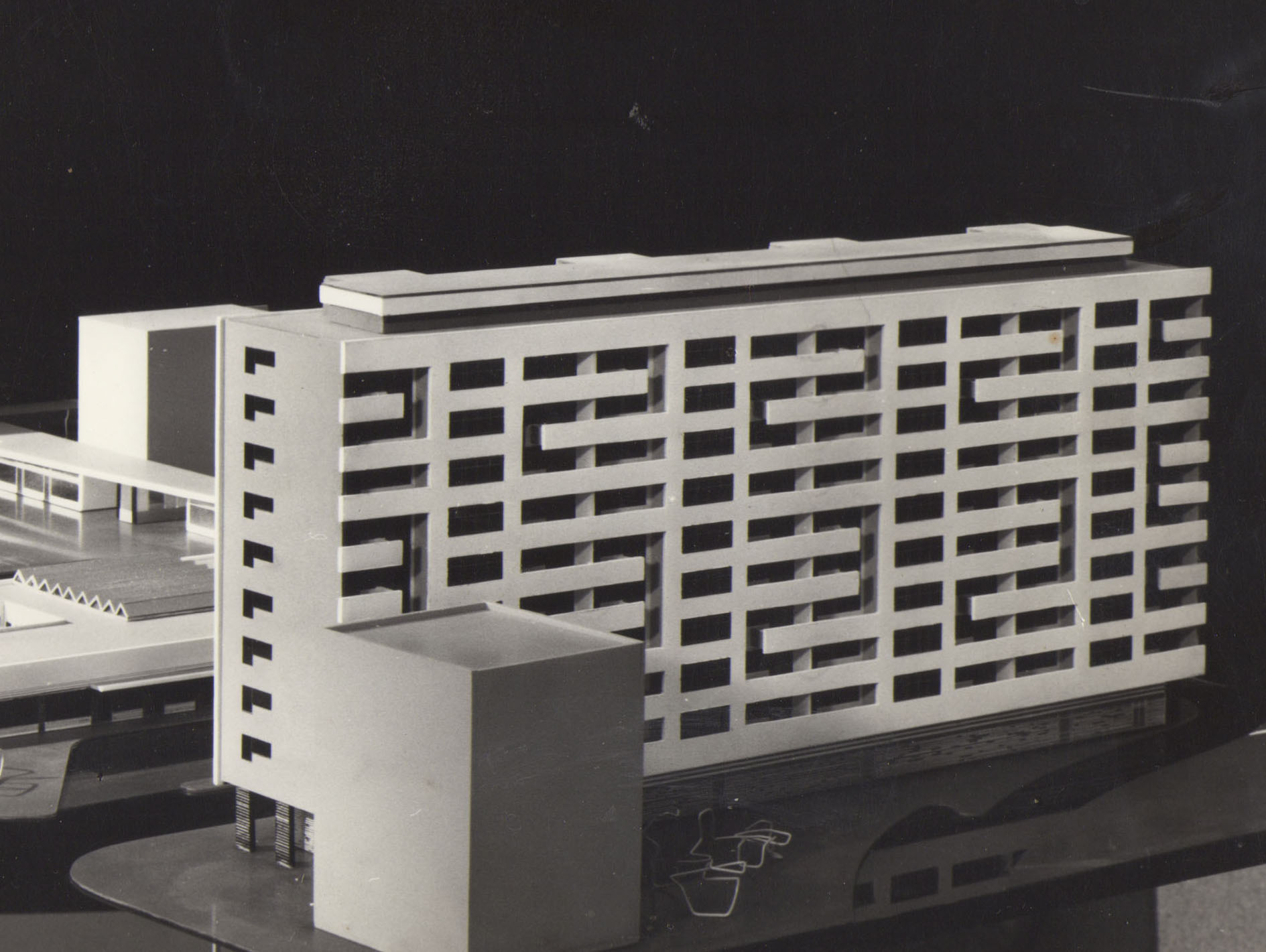
Kassai tér 10. sz. alatti 120 lakásos, 4 lépcsőházas, 9 emeletes lakóház
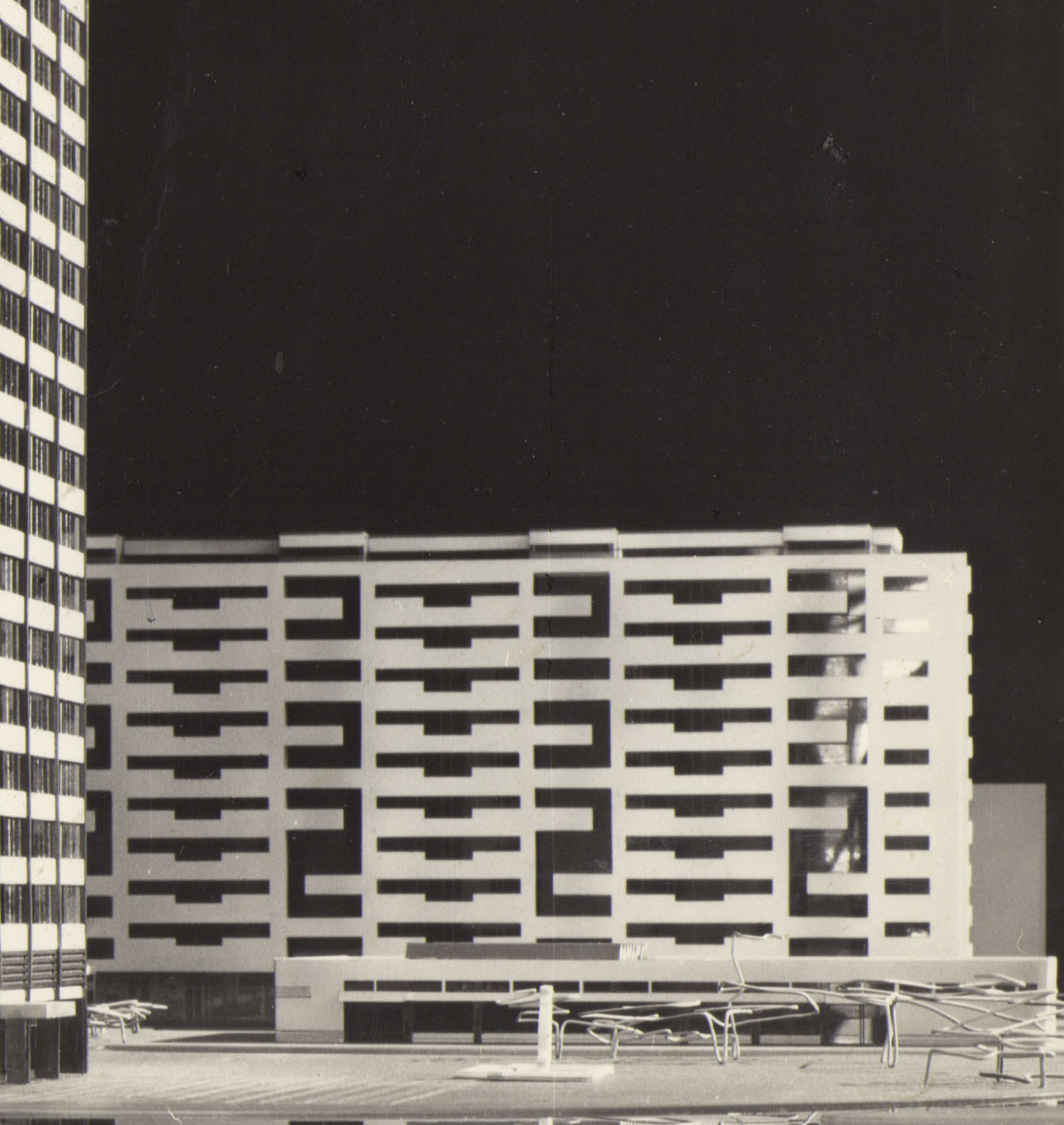
Kassai tér 10., 120 lakásos lakóépület
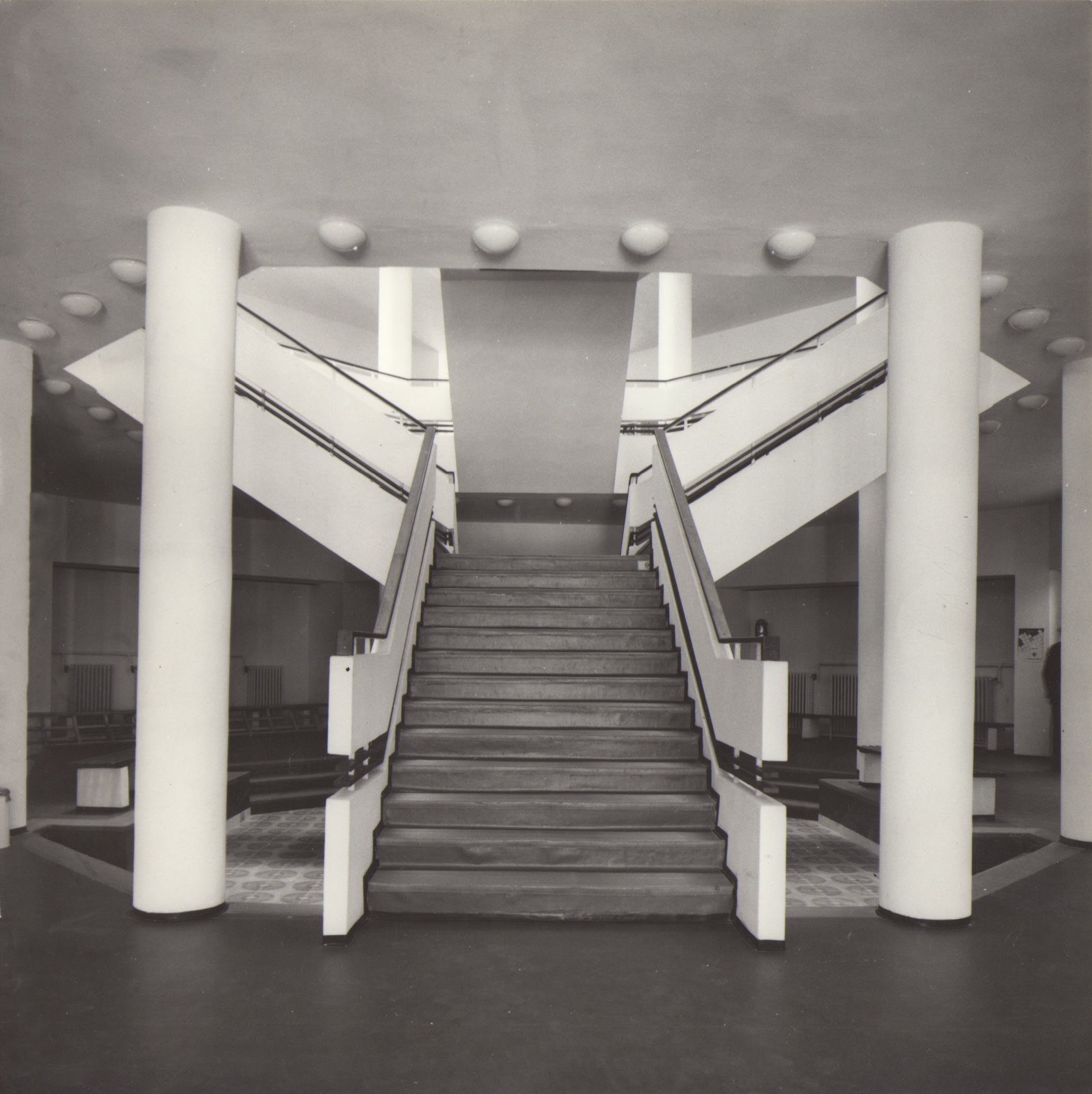
Soroksári Rendelőintézet lépcsőtér
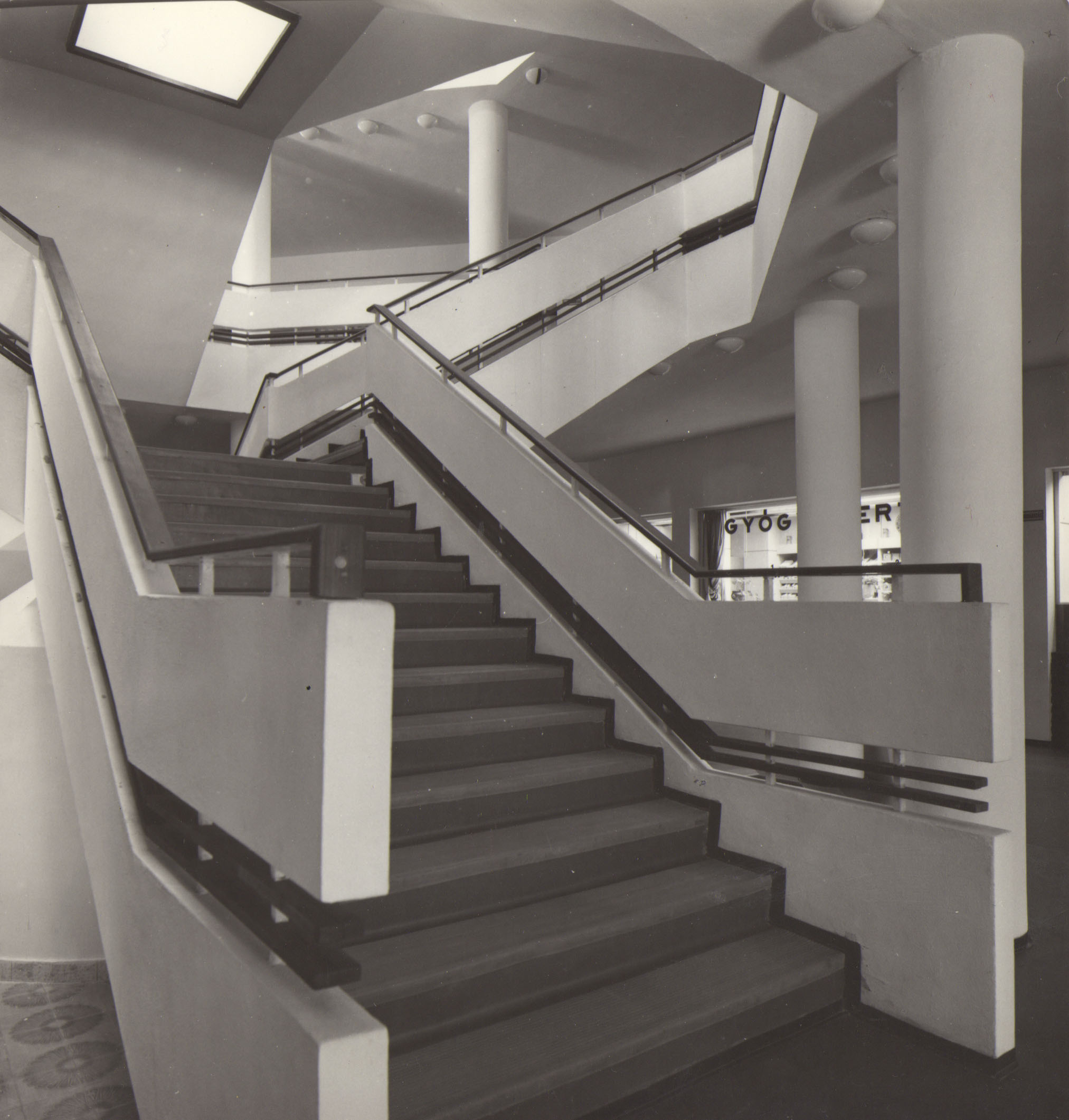
Soroksári Rendelőintézet lépcsőtér
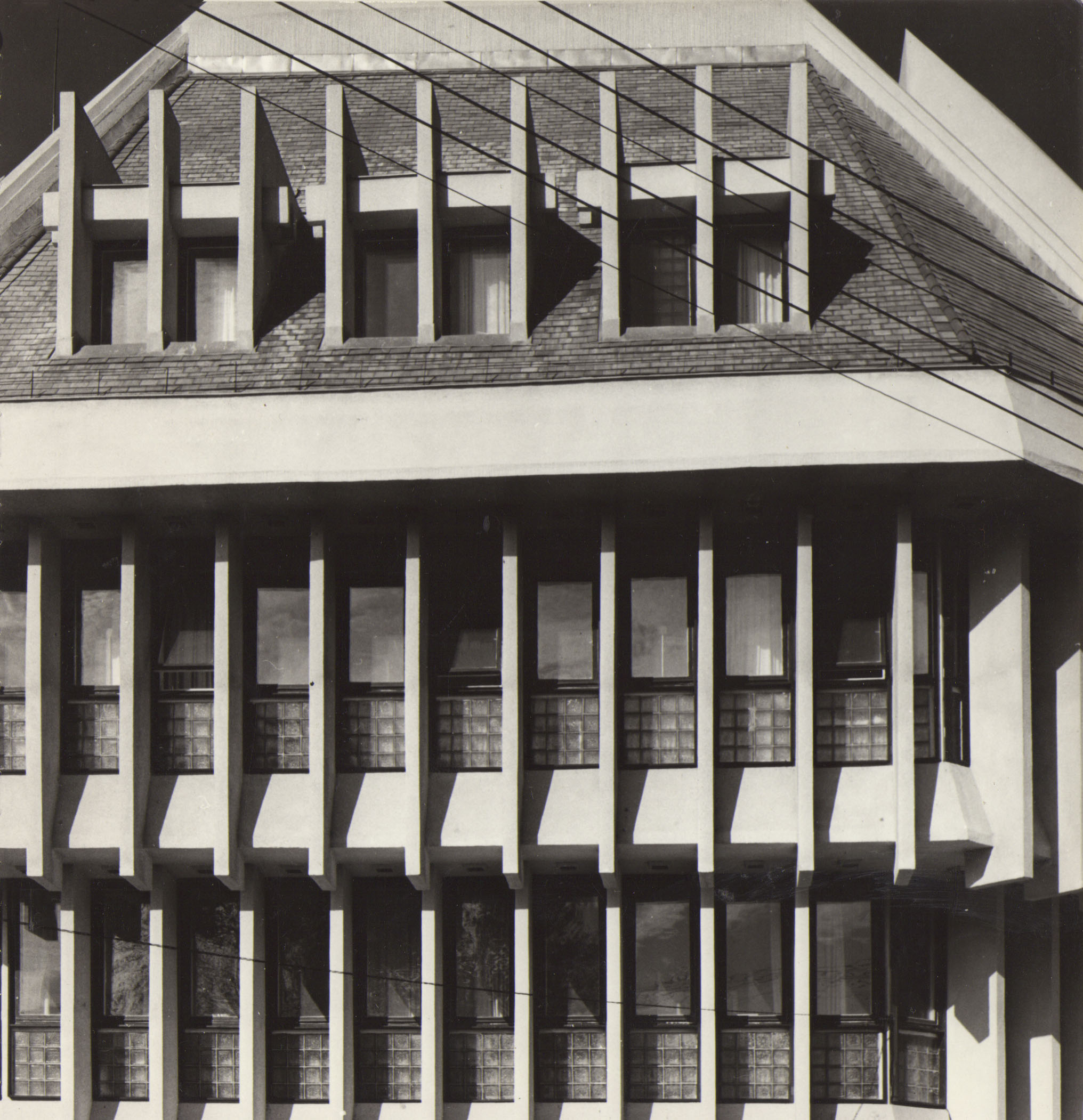
Soroksári Rendelőintézet homlokzat részlet
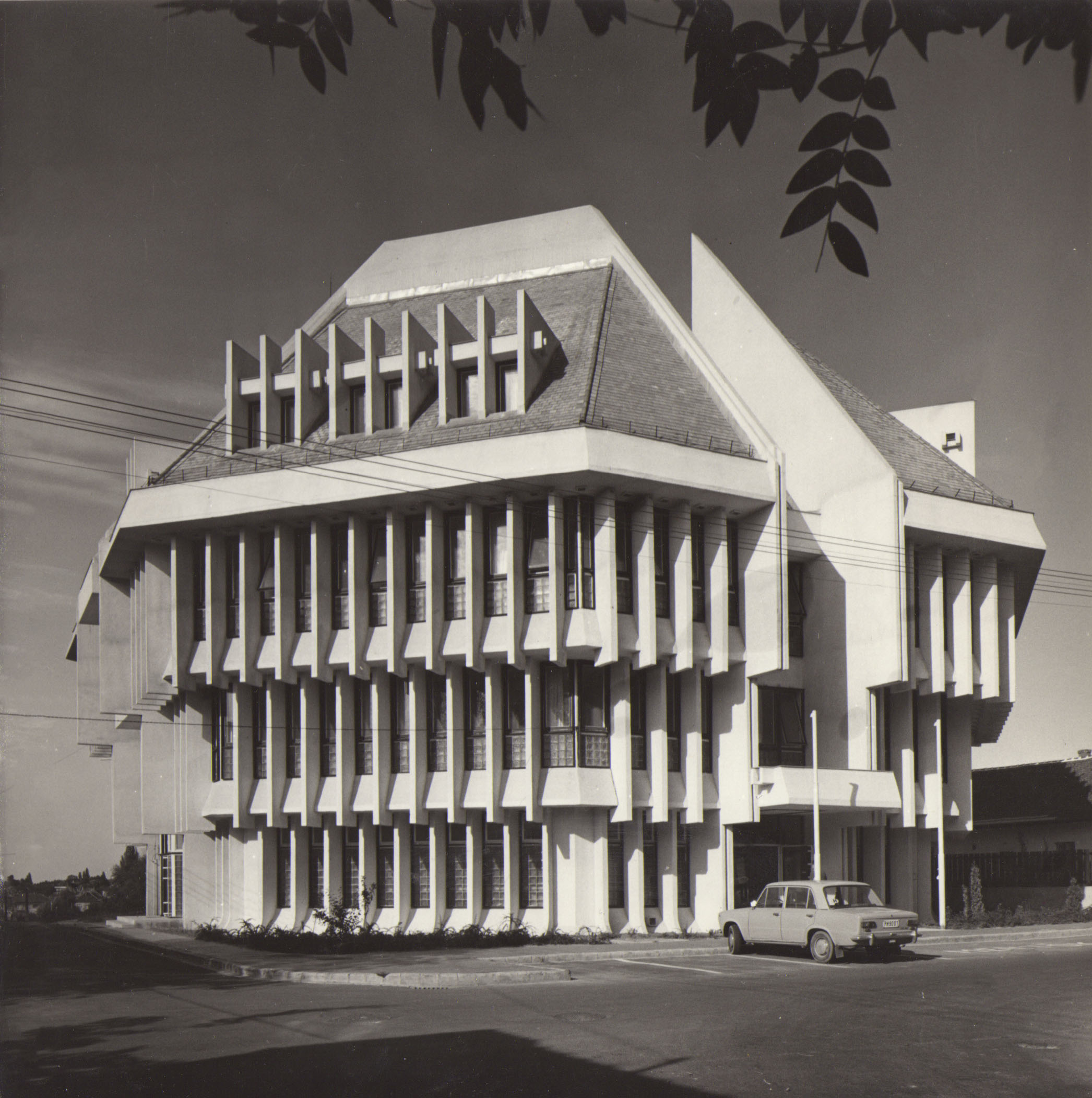
Soroksári Rendelőintézet
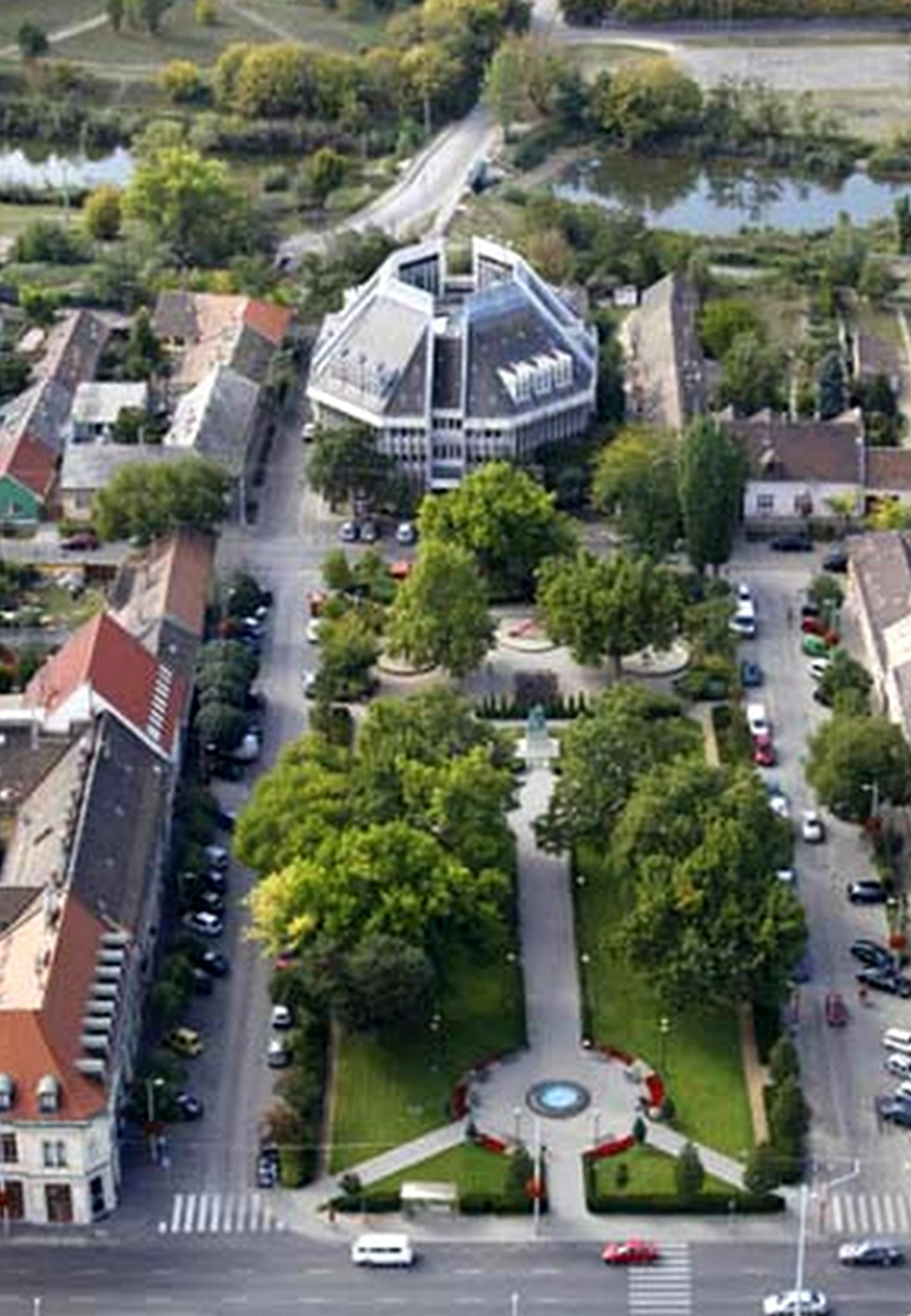
Soroksári Rendelőintézet madártávlat
Újpalotai 200 fős óvoda, 100 fős bölcsőde
Újpalotai óvoda-böcsőde
Újpalotai Óvoda-bölcsőde; óvodába vezető lépcsősor
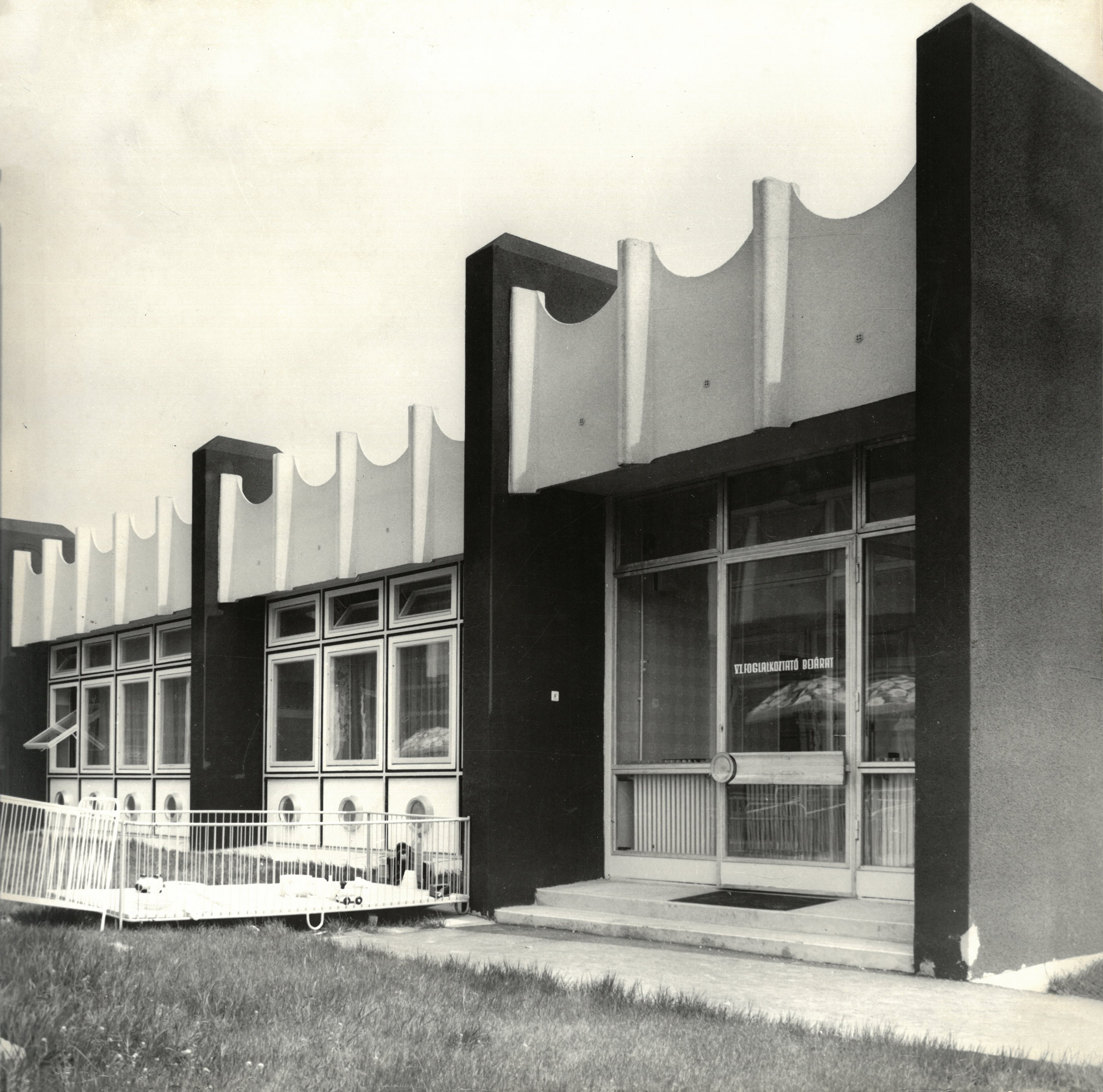
IX. Vágóhíd utcai bölcsőde
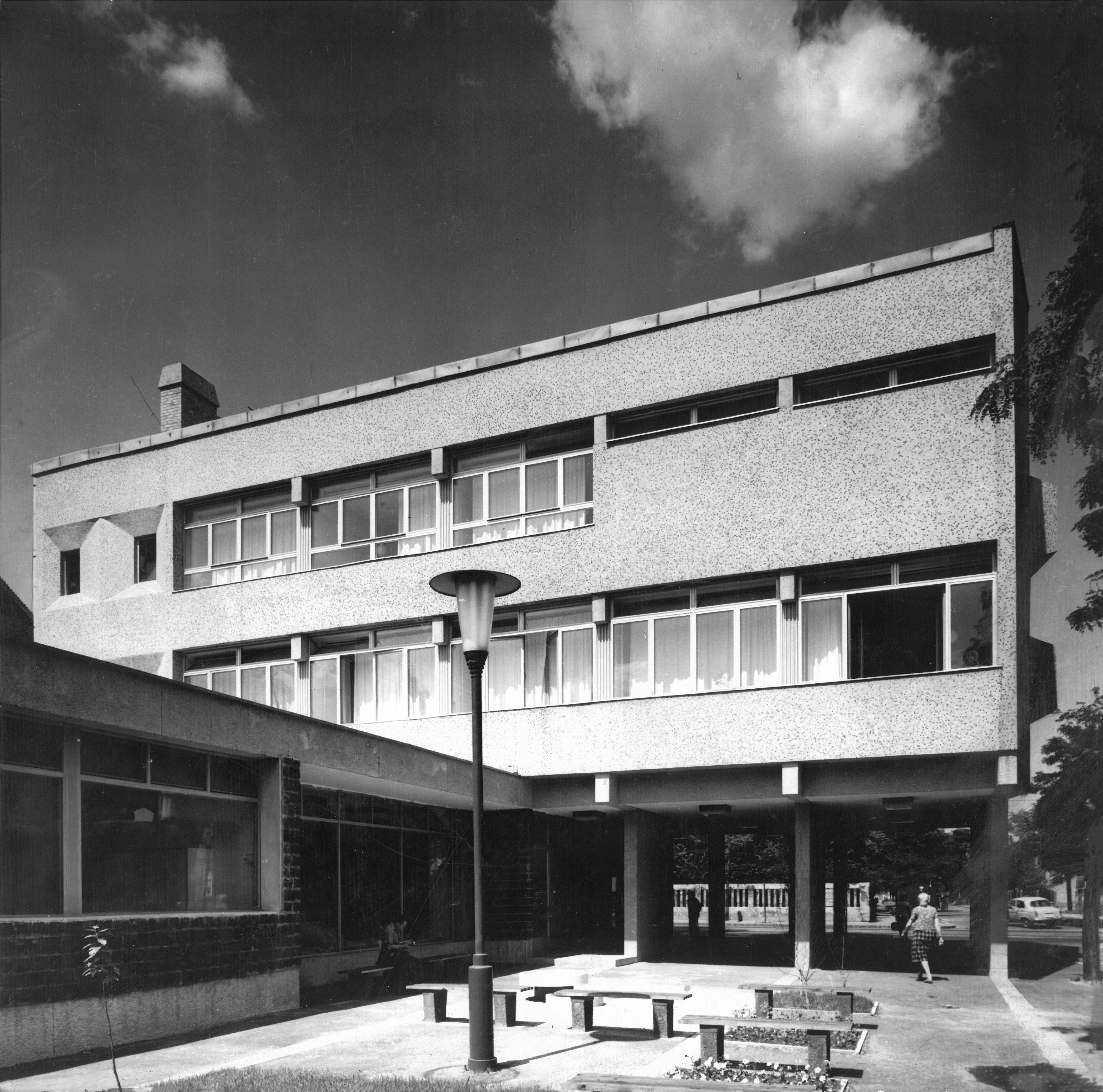
XIV. kerület, Erzsébet királyné útja, Rendelőintézet
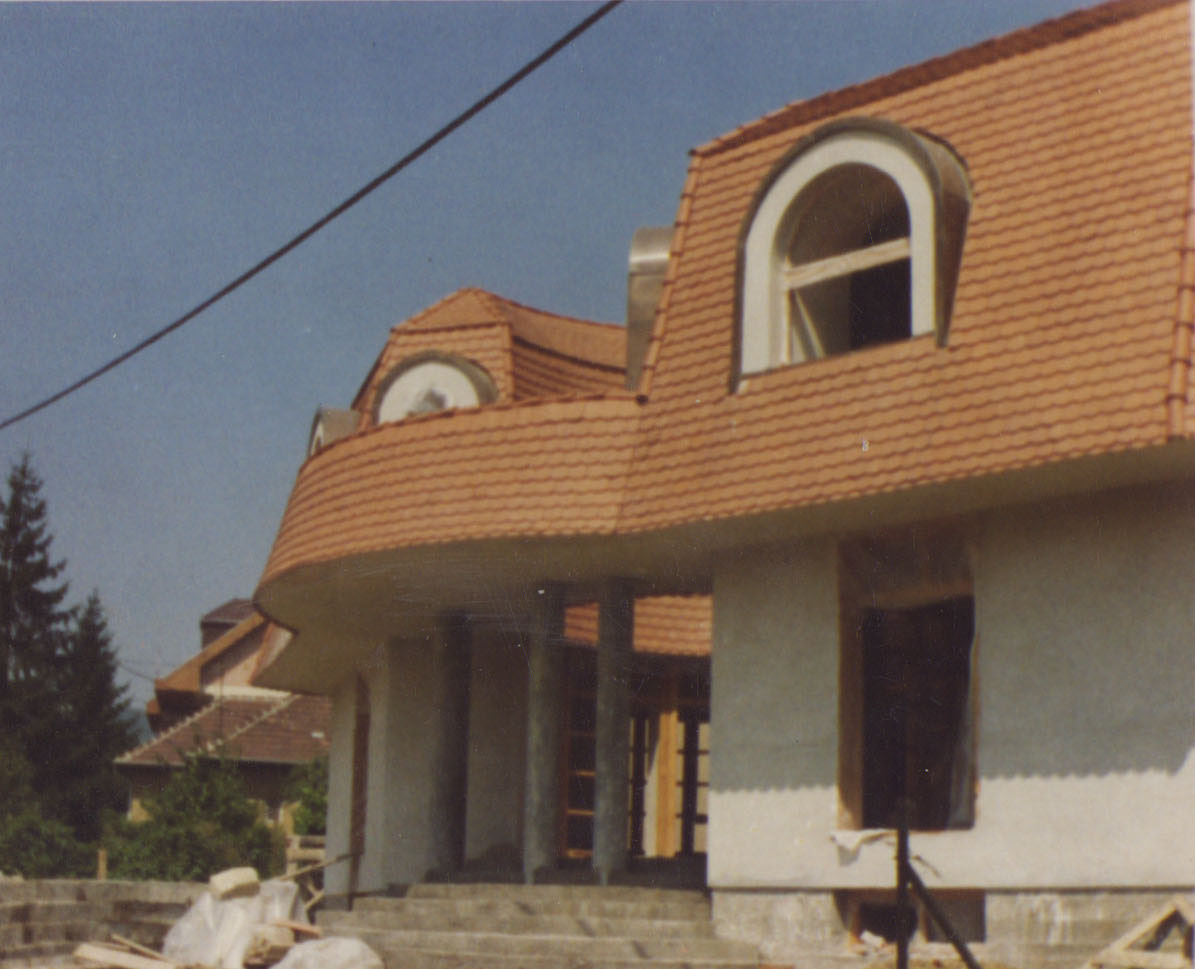
Nagyszalonta utcai ház
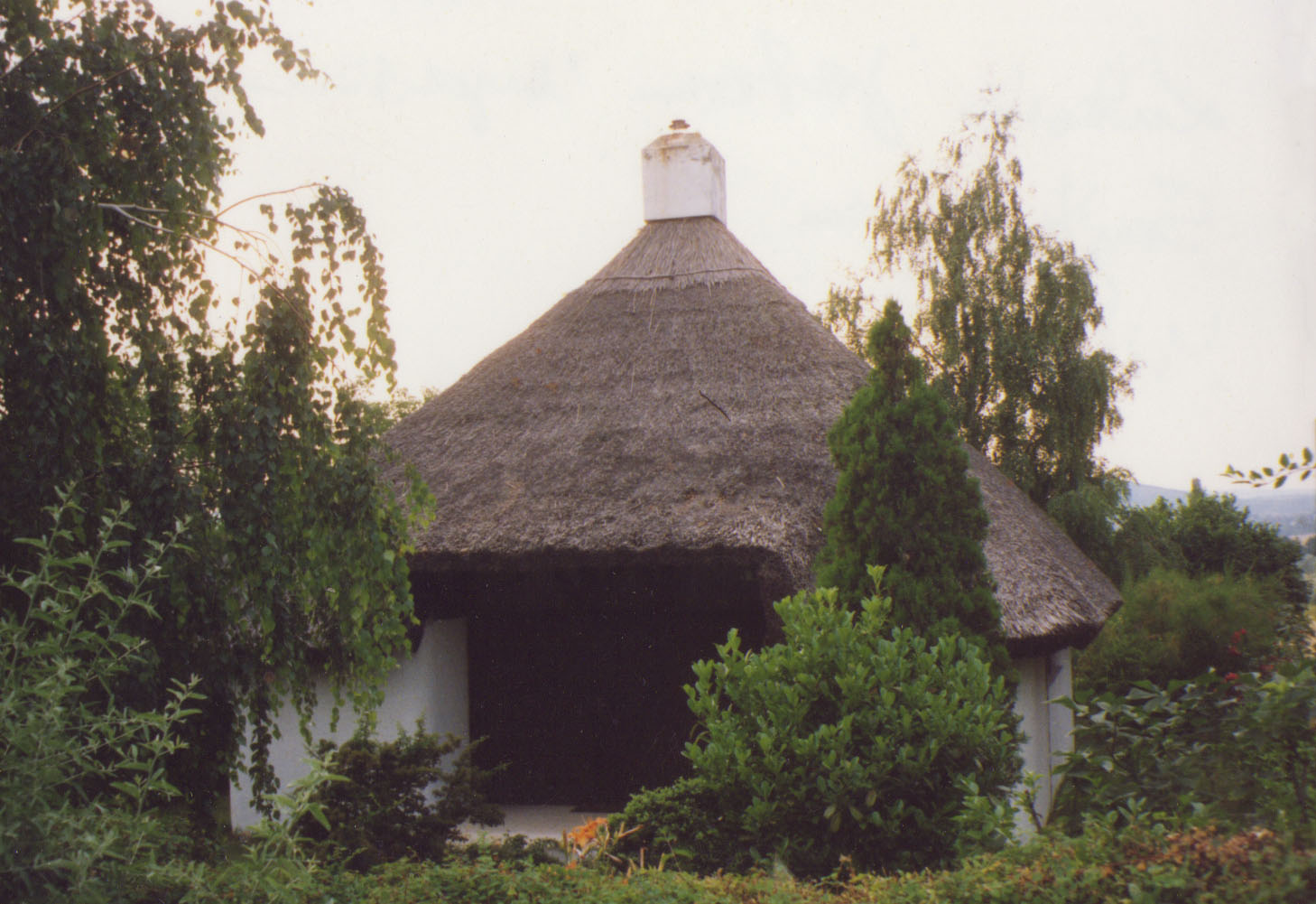
Sajkodi nyaraló
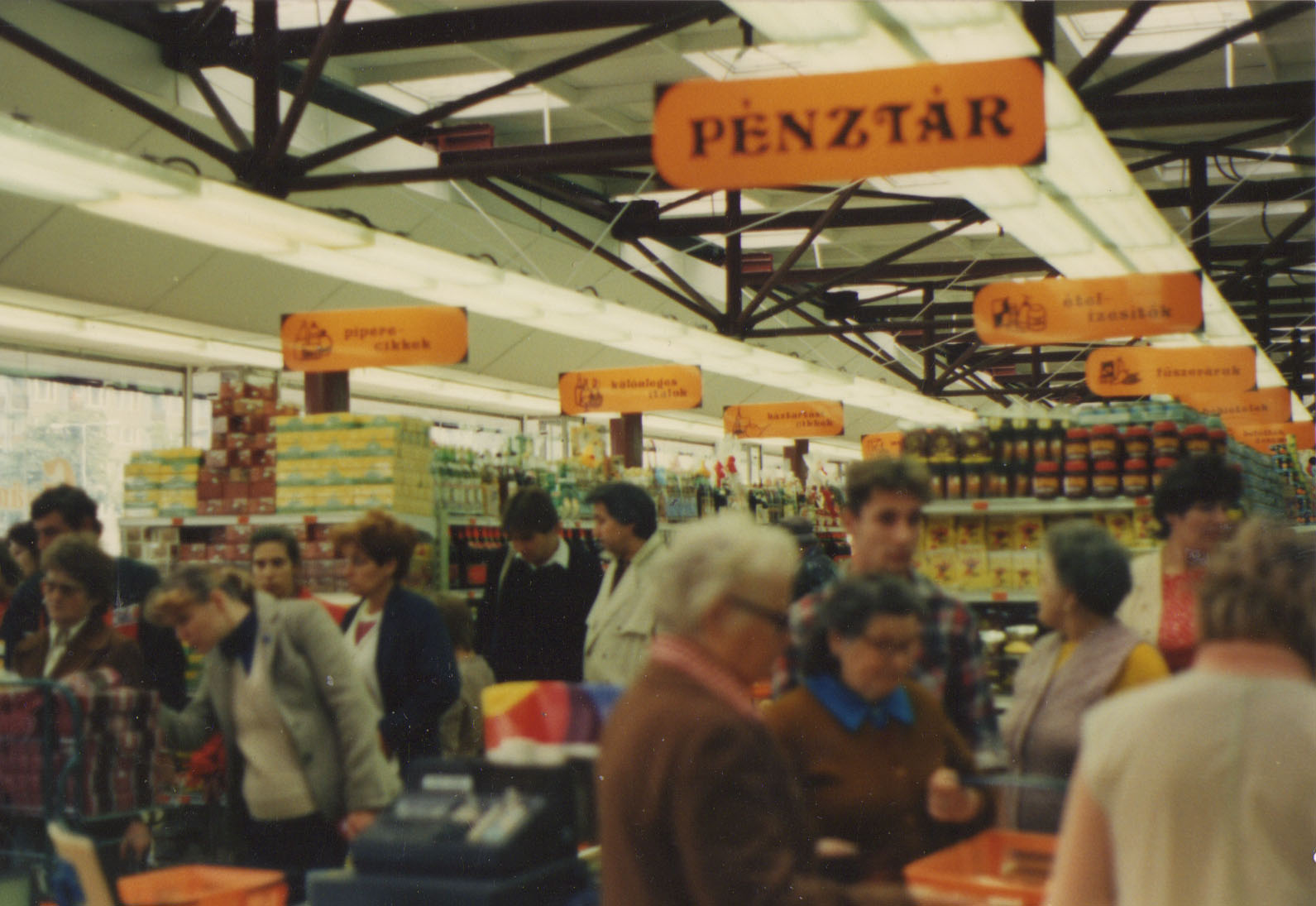
Teherhordó esernyő-szerkezet, Józsefváros, ABC-áruház